# Motokichi Takahashi
Pour les articles homonymes, voir Takahashi.
Motokichi Takahashi (高橋 元吉, Takahashi Motokichi)
, (6 mars 1893 - 28 janvier 1965), est un poète japonais des ères Taishō et Showa né dans la ville de Maebashi dans la préfecture de Gunma.